# Euops falcatus
Euops falcatus is een keversoort uit de familie bladrolkevers (Attelabidae). De wetenschappelijke naam van de soort werd in 1833 gepubliceerd door Félix Édouard Guérin-Méneville.